# Casamento entre pessoas do mesmo sexo na Suécia
O casamento entre pessoas do mesmo sexo na Suécia, é legal desde 1 de maio de 2004 seguida pela da adoção do gênero neutro na lei sobre o casamento pelo parlamento sueco, em 1 de abril de 2004, tornando Suécia o sétimo país no mundo a permitir o casamento homossexual em todo o país. As parcerias registadas permanecerão em vigor, e poderão ser convertidas em casamento, se as partes assim o desejarem, através de um pedido por escrito ou através de uma cerimônia formal. O casamento é a única forma legal de reconhecimento da união de casais, independentemente do sexo.
Em 22 de outubro de 2004, o conselho de administração da Igreja da Suécia, votou por 176-62 a fim de permitir que seus sacerdotes possam realizar casamento religioso entre pessoas do mesmo sexo, incluindo o uso do neutro do termo casamento. Eles têm sido realizados desde 1 de novembro de 2004.

## História

### Parceria Registrada
A parceria registrada foi permitida na Suécia em 1995. Foi aprovado em junho de 1994, pelo voto de 171-141  e entrou em vigor em 1 de janeiro de 1995. A Suécia foi o terceiro país a reconhecer legalmente a uniões do mesmo sexo, após a Dinamarca e a Noruega.
A parceria registada deu a completa gama de proteções, responsabilidades e benefícios como o casamento, incluindo a adoção e divórcio, até então disponíveis apenas para casais do sexo oposto. Parceiros registrados podem adotar em conjunto. A fertilização In vitro para casais de lésbicas foi permitido em 2005. Extrangeiros que que tinham residência legal na Suécia tinham o direito de entrar em parcerias registadas desde 2000.
A principal diferença entre uma parceria registada e o casamento foi que eles estavam cobertos por leis próprias, e que as parcerias de mesmo sexo eram uma questão civil e não poderia ser realizada através de uma autoridade eclesiásticas. Vários cidadãos queixaram-se dessa desigualdade, pedindo uma termo neutro no gênero do casamento.
A Suécia também tem uma lei separada e mais limitada da sobre o casamento informal por pessoas solteiras. A partir de 1988 a 2003, houve duas leis diferentes, uma para o sexo oposto e uma para casais do mesmo sexo, que já foram unidas em uma única lei.

### Casamento
Em 2004, o Parlamento criou uma comissão para investigar a possibilidade de estender a lei do casamento para casais do mesmo sexo. Em um relatório publicado em março de 2007, no qual dava apoio a promulgação de uma lei de gênero neutro, a abolição da lei de parceria registrada (parcerias registradas poderiam ser automaticamente convertidas em casamentos), e dava a opção de escolha da Igreja para recusar-se a casar casais do mesmo sexo.
Seis dos sete partidos políticos do parlamento nacional foram a favor de tal reforma. Estes foram os do Partido de Esquerda, os Verdes, os Social-Democratas, o partido Popular Liberal, os Moderados e o Partido de Centro. Os Democratas-Cristãos se opuseram à ideia, enquanto os conservadores/liberais moderados, assinado em apoio às suas congresso do partido em 2007. A maioria dos suecos aprovou o casamento do mesmo sexo, mas houve forte oposição de organizações religiosas e grupos a favor da "família tradicional"
Muitos disseram que não há validade no argumento de que o casamento homossexual iria ameaçar o casamento entre pessoas do sexo oposto, e que um gênero neutro na lei do casamento não teria maior impacto na sociedade do que a lei atual e que a lei era simplesmente uma questão de princípio e de igualdade. A oposição considerou a lei uma ameaça aos valores tradicionais do casamento.

#### Desafio Legal
Em 12 de maio de 2008, a mídia informou que um casal do mesmo sexo do Canadá estavam desafiando o Governo Sueco nos tribunais porque eles se recusaram a reconhecer a sua relação como um casamento. Apesar de ser um tribunal de instância inferior, incluindo o Tribunal de Apelação – recusou-se a ouvir o caso. O tribunal mais alto da administração sueca concordou em ouvir o caso. O casal alegou que um casamento do mesmo sexo entrou em conformidade com a lei canadense e que deveria ser reconhecido na Suécia, apesar do fato de que não havia base legal para ele sob a atual lei sueca. Em 18 de dezembro de 2008, o Tribunal decidiu que a autoridade fiscal sueca não poderia quebrar as regras e de acordo com leis vigentes naquele ano, o casamento só poderia ser reconhecido como uma união entre pessoas de sexo diferentes, e que relacionamentos do mesmo sexo eram reconhecidos apenas como parceria registrada.

#### Votação sobre o casamento entre pessoas do mesmo sexo
O governo era formado pelo Partido Moderado, pelo Partido de Centro, o Partido Liberal Popular e o Partido Democrata Cristão. A Ministra da Justiça sueca, Beatrice Ask, que tinha a responsabilidade sobre o assunto, reagiu positivamente quando a comissão apresentou o resultado. O líder do Partido Social-Democrata disse que ela iria apresentar um projeto de lei próprio no parlamento, caso o governo não pudesse resolver o impasse.
No início de outubro de 2007, o Partido Verde, Partido de Esquerda e o Partido Social-Democrata disse que iria juntar forças para introduzir um movimento de oposição no parlamento para legalizar o casamento homossexual.
Em 27 de outubro de 2007, o Partido Moderado formalmente aceitou o projeto para legalizar o casamento homossexual e apenas os Democratas Cristãos se oporam a lei. Göran Hägglund, o líder dos Democratas Cristãos, declarou em uma rádio sueca: "A minha posição é a posição do partido, que o casamento deve ser apenas entre homens e mulheres. [...] Quando discutimos isso entre as partes, estamos naturalmente abertos e sensíveis aos argumentos uns dos outros e veremos se podemos encontrar uma linha que permita nos unir ."
Em 12 de dezembro de 2007, a Igreja da Suécia deu luz verde para os casais do mesmo sexo se casarem na igreja, mas recomendou que o termo casamento fosse restrito a casais de sexo oposto. O governo pediu seu parecer sobre o assunto antes da introdução da legislação, no início de 2008. "O casamento e as parcerias (do mesmo sexo) são formas equivalentes de união, por isso o conselho central da Igreja da Suécia diz sim à proposta de aderir a legislação para casamentos e parcerias em uma única lei ", disse a Igreja em um comunicado e disse que "de acordo com o conselho da Igreja da Suécia, a palavra "casamento" deve ser usada apenas para a relação entre uma mulher e um homem".
Em 14 de janeiro de 2008, dois líderes políticos dos democratas-cristãos tomaram uma posição contra o partido e começaram a apoiar o casamento entre pessoas do mesmo sexo.
Relatórios sugeriram que o governo iria apresentar a sua lei do casamento entre pessoas do mesmo sexo no início de 2008, no entanto, eles ainda tinham de propor um projeto de lei. Isto foi provavelmente devido à oposição dos democratas-cristãos dentro da coalizão de quatro partidos de centro-direita, apesar de serem os únicos partidos que se opuseram à medida. Depois de enfrentar um ultimato parlamentar no final de outubro de 2008, o governo se preparou para apresentar seu projeto de lei a um voto livre
Em 21 de janeiro de 2009, um projeto de lei foi introduzido no parlamento sueco para tornar legal o conceito de casamento de gênero neutro. O projeto de lei foi aprovado em 1 de abril e entrou em vigor em 1 de maio. O projeto de lei foi apoiado por todos os partidos, exceto os Democratas-Cristãos e de um membro do Partido do Centro. Ele passou com 261 votos a favor, 22 votos contra e 16 abstenções.

## Igreja da Suécia
Em 2009, Eva Brunne foi eleita e consagrada como Bispo Luterano de Estocolmo. Ela é a primeira bispo lésbica no mundo e a primeira bispo lésbica da Igreja da Suécia a se casar com sua parceira.
Em 22 de outubro de 2009, a assembleia da Igreja da Suécia (que não é mais a igreja nacional, mas cujo parecer foi importante para a nova prática para trabalhar sem problemas) votou fortemente a favor de dar a sua bênção ao casamento homossexual, incluindo o uso do termo casamento. A segunda e a terceira maiores denominações cristãs no país, a Igreja Católica e o Movimento Petencostal Sueco, comentaram que eles estavam decepcionados com a decisão da Igreja da Suécia. A Associação Muçulmana da Suécia já havia afirmado que nenhum imã iria casar casais do mesmo sexo.

## Estatísticas
Em julho de 2013, o Instituto de Estatística da Suécia (Statistiska centralbyrån - SCB) divulgou o número de pessoas que havia se casado com um parceiro do mesmo sexo, uma vez que o casamento legalização em 2009. O grupo constatou que, em todas as jurisdições da Suécia, ocorreram mais casamentos entre mulheres do que entre homens. De julho de 2013, 4521 casais de mulheres e 3646 casais de homens se casaram na Suécia. O grande número de mulheres se casando é devido ao instituto não ter incluindo os estrangeiros nas estatísticas.

## Pesquisas de opinião
Uma sondagem do Eurobarómetro realizada no Outono de 2006 revelou que 71% dos suecos apoiavam a legalização do casamento homossexual, com 87% no condado de Estocolmo e 58% no condado de Jönköping. Esta aprovação pública foi a segunda maior da União Europeia na altura.
A pesquisa YouGov, realizada entre 27 de dezembro de 2012 e 6 de janeiro de 2013, revelou que 79% dos suecos apoiavam o casamento entre pessoas do mesmo sexo, 14% eram contra e 7% não tinham opinião.
A pesquisa de maio de 2013 Ipsos descobriu que 81% dos entrevistados eram a favor do casamento entre pessoas do mesmo sexo e outros 9% apoiou outra forma de reconhecimento para casais do mesmo sexo.
O Eurobarómetro de 2015 constatou que 90% dos suecos pensavam que o casamento homossexual deveria ser permitido em toda a Europa, 7%
foram contra.